# David Cyrus
David Cyrus (8 marzo 1989) è un ex calciatore grenadino, di ruolo difensore.

## Caratteristiche tecniche
È un terzino sinistro.

## Carriera

### Club
Comincia a giocare nell'Ossett Town. Nel 2010 si trasferisce al Bradford. Nel 2011 passa al Frickley Athletic. Nel 2013 viene acquistato dal Towngate. Nel 2014 passa al Balcatta. Nel 2015 si trasferisce al Perth. Nel 2016 viene acquistato dall'Inglewood United.

### Nazionale
Debutta in nazionale il 26 novembre 2010, in Martinica-Grenada (1-1). Partecipa, con la nazionale, alla Gold Cup 2011. Ha collezionato in totale, con la nazionale, 19 presenze.